# Liste der Monuments historiques in Meisenthal
Die Liste der Monuments historiques in Meisenthal führt die Monuments historiques in der französischen Gemeinde Meisenthal auf.

## Liste der Bauwerke
| Bezeichnung                | Beschreibung                                | Standort                      | Kennzeichnung | Schutzstatus | Datum | Bild           |
| -------------------------- | ------------------------------------------- | ----------------------------- | ------------- | ------------ | ----- | -------------- |
| Wohnhaus von Martin Walter | 1803 erbaut                                 | 3 place Robert-Schuman (Lage) | PA57000004    | Inscrit      | 1996  |                |
| Zwölfapostelstein          | auch Breitenstein; christianisierter Menhir | südlich des Ortes (Lage)      | PA00106808    | Classé       | 1930  | weitere Bilder |